# Growing Pains (série de televisão)
 Growing Pains (br: Tudo em Família, no SBT) foi uma série de televisão norte-americana exibida nos Estados Unidos da América pela ABC e no Brasil pela Warner Channel. A série foi criada por Neal Marlens e apresenta Alan Thicke como o Dr. Jason Seaver, um psiquiatra que decidiu trabalhar em casa quando Maggie (Joanna Kerns), sua esposa, resolveu voltar ao trabalho de jornalista, como âncora de notícias do canal 19.

## História
Juntos, Maggie e Jason criaram 4 filhos. Eles frequentemente se preocupam com coisas como "quem vai ficar com o bebê?", ou se eles estariam presentes para as necessidades dos filhos. Assim, as responsabilidades foram dividas para que nada desse errado. A mais nova, Chrissy, nasceu na 4ª temporada e de repente "cresceu", de um bebê, tornou-se uma criança de 5 anos, entre a 5ª e a 6ª temporada. O mais velho dos filhos é Mike, um charmoso e "malandro" rapaz, que ajudou com que "Growing Pains" permanecesse na audiência, após estar no auge, aparecendo frequentemente em capas de revistas. Durante a 4ª temporada, Mike se mudou para o quarto em cima da garagem.
A segunda mais velha é Carol. Ela é completamente o oposto de Mike, ela tira somente "A" (uma "nerd", de acordo com seus irmãos), ultrapassando todos os obstáculos da escola, exatamente como a maioria das adolescentes. De uma plástica no nariz, até ter que lidar com a morte de seu namorado e tolerar sua colega de quarto na Columbia University, Carol adicionou muitas cenas cômicas, como muitas cenas sérias em "Growing Pains". O próximo é Ben, um esperto co-artista, um pouco ingênuo durante sua adolescência. Às vezes sendo "cobaia" de Mike e outras vezes seu pior pesadelo.
Leonardo DiCaprio - com 16 anos na época - juntou-se ao elenco na última temporada, quando a série sentiu que a audiência estava caindo. Os Seavers, relutantes no início, acolheram o garoto sem lar. Luke Brower era um dos colegas de Mike, na Clínica de Saúde da Comunidade e rapidamente tornou-se um dos Seavers. Luke deixou a família Seaver para ajudar seu pai a abrir uma parada de caminhões em Tuscon. A série acabou antes que Luke pudesse voltar. Maggie conseguiu um emprego em Washington D.C, o que fez com que a família precisasse se mudar. No último episódio, a família Seaver faz um piquenique no chão de sua sala vazia, relembrando o passado.
A série gerou um longa-metragem. O filme "Growing Pains: Return of the Seavers" foi lançado em 16 de outubro de 2004. A história gira em torno da venda da casa da família Seaver e Mike tornando-se senador.

## Elenco
Além de Alan Thicke, o elenco incluiu Joanna Kerns, Kirk Cameron, Tracey Gold, Jeremy Miller, Ashley Johnson e Leonardo DiCaprio. Além de outros com aparecimento recorrente de nomes como Andrew Koenig, Jamie Abbott, K.C. Martel, Chelsea Noble e Gordon Jump.

## Personagens principais
- Dr. Jason Roland Seaver, por Alan Thicke
- Margaret "Maggie" Katherine Malone Seaver, por Joanna Kerns
- Michael "Mike" Aaron Seaver,  por Kirk Cameron
- Carol Anne Seaver, por Tracey Gold
- Benjamin "Ben" Hubert Horatio Humphrey Seaver, por Jeremy Miller
- Christine "Chrissy" Ellen Seaver, por Ashley Johnson
- Luke Brower, por Leonardo DiCaprio

## Personagens secundários
- - Richard 'Boner' Stabone, por Andrew Koenig
  - Kate MacDonald,  por Chelsea Noble
  - Stinky Sullivan,  por Jamie Abbott
  - Eddie,  por K.C. Martel
  - Ed Malone,  Gordon Jump